# الکساندرا الباکیان
الکساندرا آسانوونا الباکیان (روسی: Алекса́ндра Аса́новна Элбакя́н؛ ارمنی: Ալեքսանդրա Էլբակյան) دانشجوی تحصیلات تکمیلی، برنامه‌نویس رایانه، و خالق وب‌گاه سای-هاب، یک ارمنی‌تبار اهل قزاقستان است. روزنامهٔ نیویورک تایمز او را به واسطهٔ درز دادن تعمدی اطلاعات و اجتناب از مواجهه با قوهٔ قضائیهٔ آمریکا از طریق اقامت در روسیه، به ادوارد اسنودن تشبیه کرده‌است. وب‌گاه هنر فناوری او را با آرون سوارتز مقایسه کرده‌است.

## زندگی‌نامه
الباکیان در ۶ نوامبر ۱۹۸۸ در آلماتی قزاقستان متولد شد. او تبار ارمنی، اسلاو، و آسیایی دارد. الباکیان در دانشگاه فنی ملی قزاقستان (ساتبایف) در آستانه تحصیل کرد و در زمینهٔ هک کامپیوتری مهارت یافت. پس از یک سال کار در حوزهٔ امنیت رایانه در مسکو، در ۲۰۱۰ پول کافی برای رفتن به فرایبورگ و کار کردن روی پروژه‌ای با موضوع واسط مغز و کامپیوتر را به دست آورد. در آنجا به موضوع ترابشریت علاقه‌مند شد و همین امر سبب شد تابستان را به کارآموزی در مؤسسهٔ فناوری جورجیا در ایالات متحده آمریکا سپری کند. در ۲۰۱۱ به قزاقستان بازگشت و سای-هاب را خلق کرد که ژورنال ساینس آن را اینگونه توصیف می‌کند: «بسته به اینکه از چه کسی بپرسی، یا ایثار تحسین‌برانگیزی انجام داده یا جنایت سنگینی». پس از اینکه انتشارات الزویر دادخواستی علیه او به دادگاه نیویورک ارائه کرد، الباکیان مجبور شد از ترس استرداد مخفی شود. بنا بر مصاحبه‌ای که در سال ۲۰۱۶ انجام گرفته، الباکیان تحقیقاتش در زمینهٔ علوم اعصاب را فعلاً متوقف کرده و در دانشگاه خصوصی کوچکی در مکانی نامعلوم در زمینهٔ تاریخ علم در مقطع کارشناسی ارشد در حال تحصیل است. پایان‌نامه‌اش دربارهٔ ارتباطات علمی است.